# 万場宿

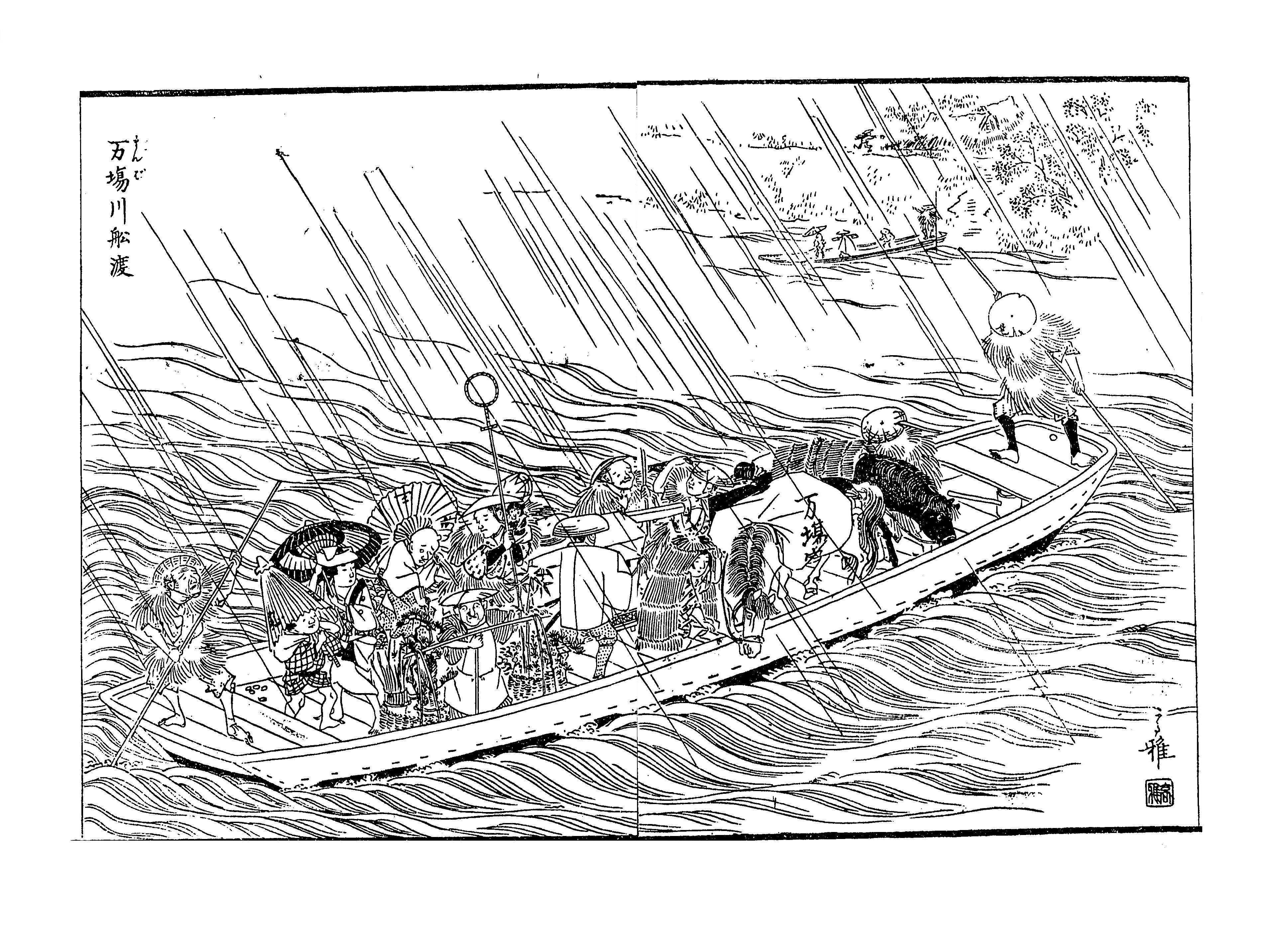
万場川舟渡,尾張名所図会巻7 海東郡・海西郡

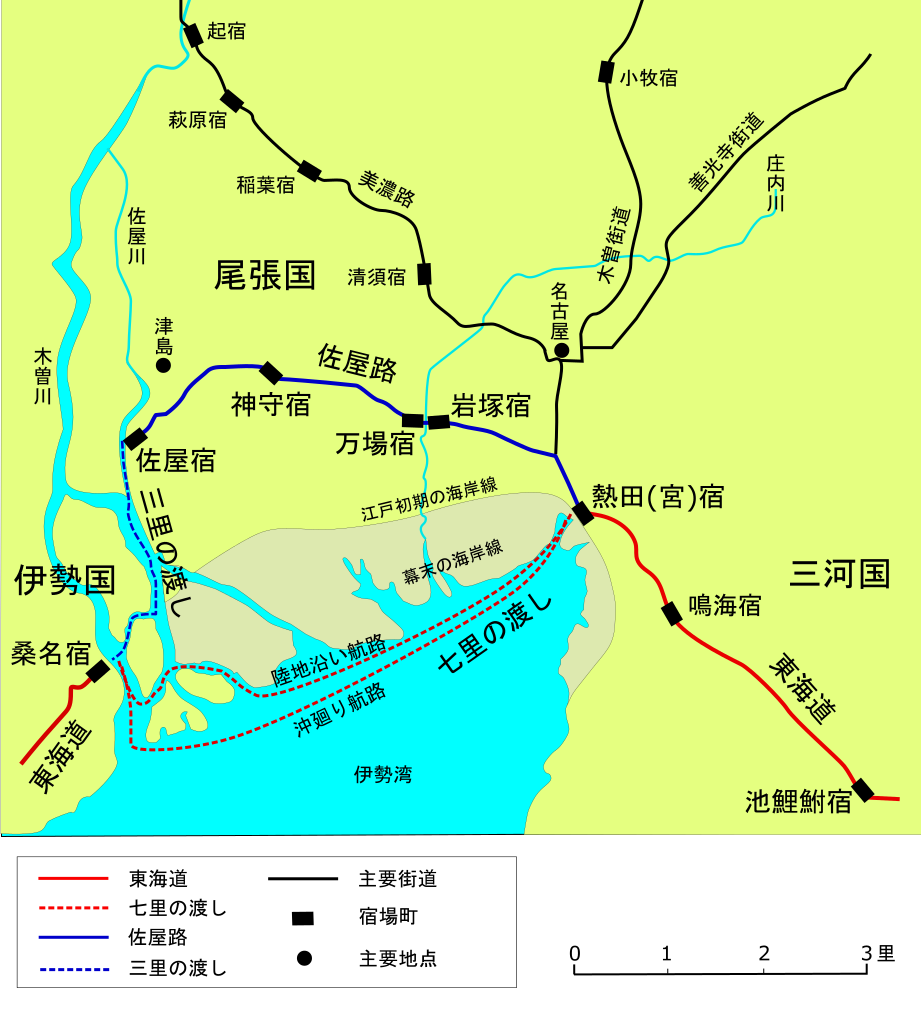
佐屋路と万場宿の位置

万場宿（まんばじゅく）は、佐屋街道の宿場である。現在の愛知県名古屋市中川区万場に存在した。
庄内川と新川に挟まれていた。

## 概要
佐屋街道は1634年（寛永11年）に開設され、万場宿は開設当時から設置されていた宿場である。
1636年（寛永13年）に、庄内川の対岸に隣接して岩塚宿が設置されると、このふたつで1宿として機能するようになる。月の前半15日は岩塚宿が、後半15日は万場宿が人足継立や休泊の役を務め、庄内川を渡る万場の渡しについては万場宿側が管理を行った。 
天保年間の規模は、宿高：913石8斗6升9合、家屋：160軒、人口：672人、問屋場：1、町並：6町10間、本陣：1軒、旅籠：10軒。脇本陣は設置されていなかった。

## 最寄駅・バス停
- 名鉄バス岩塚線：「万場スバル前」バス停下車。
- 名古屋市営バス：【幹中村1】・【中村11】・【中村12】系統「万場大橋」バス停下車。

## 史跡・みどころ
- 覚王院
- 国玉神社
- 秋葉社
- 光円寺

## 隣の宿
佐屋街道
岩塚宿 - 万場宿 - 神守宿